# Radulina aequorea
Radulina aequorea là một loài Rêu trong họ Sematophyllaceae. Loài này được (M. Fleisch. ex Dixon) W.R. Buck & B.C. Tan miêu tả khoa học đầu tiên năm 1989.